# Ньюберри, Уолтер Лумис
Уолтер Лумис Ньюберри (1804, Ист-Уинсор, Коннектикут — 6 ноября 1868, Атлантический океан) — американский бизнесмен и филантроп. На завещанные им средства в Чикаго (США) была создана публичная научная библиотека, получившая его имя.

## Биография
Первоначально Уолтер Ньюберри собирался получить образование в Военной академии США, но вынужден был отказаться от этого в связи со слабым здоровьем. В 1822 году Уолтер и его брат Оливер занялись судоходным бизнесом в городе Буффало (штат Нью-Йорк), откуда позднее переехали в Детройт (штат Мичиган), где в 1826 году основали текстильную компанию. В 1833 году Ньюберри переехал в Чикаго, где продолжил увеличивать своё состояние на торговле недвижимостью и финансово-банковской деятельности. Здесь он возглавил Galena and Chicago Union Railroad — первую железную дорогу из Чикаго.
В 1840-е годы Уолтер Ньюберри заявил:

Мы должны поощрять все, что стремится просветить человеческий ум… Мы предлагаем заложить основу библиотеки в надежде, что в будущем она будет развиваться и станет гордостью нашего города.
Уолтер Лумис Ньюберри скончался в 1868 году на пароходе Periere по пути во Францию. Он оставил завещание, в котором просил основать публичную библиотеку в Чикаго на половину оставленных им средств.

## Увековечение памяти
- Именем Уолтера Лумиса Ньюберри названа одноименная библиотека.
- В честь Уолтера Лумиса Ньюберри учреждена именная стипендия.